# Stefan Domek
Stefan Domek (ur. 2 października 1952 w Szczecinie) – polski inżynier, profesor nauk technicznych.

## Życiorys
W 1977 ukończył studia automatyki w Politechnice Szczecińskiej, w 1987 obronił pracę doktorską pt. Wykorzystanie algorytmów predykcyjnych do regulacji obiektów o zmiennym opóźnieniu na przykładzie procesu nakładania izolacji na przewód elektryczny, której promotorem był prof. Stanisław Skoczowski, w 2007 habilitował się na podstawie pracy zatytułowanej Odporna regulacja predykcyjna obiektów nieliniowych. W 2014 uzyskał tytuł profesora nauk technicznych.
Pracuje w Zachodniopomorskim Uniwersytecie Technologicznym w Szczecinie.